# Stenistomera hubbardi
Stenistomera hubbardi är en loppart som beskrevs av Egoscue 1968. Stenistomera hubbardi ingår i släktet Stenistomera och familjen mullvadsloppor. Inga underarter finns listade i Catalogue of Life.